# Alfredo Sánchez
Pour les articles homonymes, voir Sánchez.
Alfredo Sánchez était un footballeur international mexicain qui disputa le mondial 1930 en Uruguay, le premier des mondiaux de football.

## Biographie
Il participe à la coupe du monde 1930, sélectionné par l'entraîneur Juan Luque de Serralonga, et joue les trois matchs de poule.
Le Mexique se retrouvant dans le groupe A avec la France, le Chili et l'Argentine.
La sélection mexicaine joue donc son premier match contre la France (premier match de l'histoire de la coupe du monde) qu'ils perdent 4-1 (but de Juan Carreño). Lors du deuxième match contre le Chili, ils s'inclinent sur le score de 3-0. Ils s'inclinent 6-3 lors du dernier match contre l'Argentine (doublé de Manuel Rosas et but de Roberto Gayón).